# Prix Alfred-Poizat
Pour les articles homonymes, voir Poizat.
Le prix Alfred-Poizat est un prix de littérature exceptionnel décerné uniquement en 1959 par l’Académie française à Jean-François Roncoroni (Jean-Louis Roncoroni ?) pour l'ensemble de son œuvre.
Alfred Poizat, né le 9 juillet 1863 à Roussillon et mort le 27 novembre 1936 à Paris, est un homme de lettres français.